# Pištín
Pištín (en allemand : Pischtin) est une commune du district de České Budějovice, dans la région de Bohême-du-Sud, en République tchèque. Sa population s'élevait à 660 habitants en 2023.

## Géographie
Pištín se trouve à 9 km au sud-ouest du centre de Zliv, à 14 km au nord-ouest de České Budějovice et à 115 km au sud de Prague.
La commune est limitée par Dívčice et Mydlovary au nord, par Zliv et Dasný à l'est, par Čejkovice et Břehov au sud, et par Sedlec à l'ouest.

## Histoire
La première mention écrite du village date de 1261.

## Transports
Par la route, Pištín se trouve à 15 km de České Budějovice et à 148 km de Prague.